# Grallaria griseonucha
Pita-formigueira-de-nuca-cinzenta ou torom-de-nuca-cinzenta (Grallaria griseonucha) é uma espécie de ave da família Formicariidae.
É endémica da Venezuela.
Os seus habitats naturais são: regiões subtropicais ou tropicais húmidas de alta altitude.